# 共青团水库 (农安)
共青团水库是中国吉林省长春市农安县三岗镇境内的一座水库，位于宝泉河上，建于1969年。水库正常库容为649万立方米，集雨面积为108平方千米，海拔为182米。